# Chaetocladius silesiacus
Chaetocladius silesiacus är en tvåvingeart som först beskrevs av Jean-Jacques Kieffer 1921.  Chaetocladius silesiacus ingår i släktet Chaetocladius och familjen fjädermyggor.
Artens utbredningsområde är Polen. Inga underarter finns listade i Catalogue of Life.